# Carlo Thränhardt
Carlo Thränhardt (født 5. juli 1957) er en tidligere højdespringer, der repræsenterede Vesttyskland. Hans bedste resultater kom indendørs, hvor han satte tre verdensrekorder, og hans personlige rekord på 2,42 m er fortsat det næstbedste resultat i verden.
Udendørs nåede Thränhardt over 2,38 m, hvilket fortsat er tysk rekord. Hans bedste konkurrenceresultat var en sølvmedalje fra indendørs-EM i 1981 i Grenoble.
| Atletikudøver | Spire Denne biografi om en atletikudøver er en spire som bør udbygges. Du er velkommen til at hjælpe Wikipedia ved at udvide den. |